# Alexander Cozens
Alexander Cozens (c.1717—1786) foi um desenhista e escritor britânico de origem russa, e pai de John Robert Cozens, aquarelista.

## Técnica
Cozens é conhecido como o primeiro grande paisagista inglês. Sua técnica artística, de criar borrões no papel que depois poderiam ser desenvolvidos em paisagens, o coloca como um precursor do expressionismo abstrato. Ele trata do assunto num livro publicado por volta de 1785.

## Obra
- A New Method of Assisting the Invention in Drawing Original Compositions of Landscape (c.1785)